# Ctenomys flamarioni
El tuco-tuco de Flamarion (Ctenomys flamarioni) es una especie de roedor del género Ctenomys de la familia Ctenomyidae. Habita en dunas costeras atlánticas en el centro-este de Sudamérica.

## Taxonomía
Descripción original
Esta especie fue descrita originalmente en el año 1981 por el zoólogo brasileño Vitor Hugo Travi.
Localidad tipo
La localidad tipo referida es: “Fazenda Caçapava (32°52′S 52°32′W) a una altitud entre 5 y 10 msnm, Estación ecológica de Taim, Río Grande del Sur, Brasil”.
Etimología
Etimológicamente, el término específico es un epónimo que refiere a la persona a quien fue dedicada, el biólogo brasileño Luiz Flamarion B. de Oliveira.
Caracterización y relaciones filogenéticas
Es un tucotuco de mediano a gran tamaño, con característica región zigomática blancuzca-amarillenta. El ejemplar tipo (una hembra) midió 289 mm de longitud del cuerpo más cabeza. La gestación es de alrededor de 120 días. La morfología de sus espermatozoides corresponde a la del tipo asimétrico simple.
Su cariotipo tiene 2n = 48 y FN = 50-78. Pertenece al grupo de especies “Ctenomys mendocinus”.

## Distribución geográfica y hábitat
Esta especie de roedor es endémica del litoral oceánico del estado de Río Grande del Sur, en el extremo austral de Brasil, viviendo en altitudes próximas al nivel marino. Vive enterrado en cordones de dunas móviles próximas a la costa marítima, en ambientes de alta salinidad y vegetación pobre.
Si bien tanto en la descripción como posteriormente se lo citó para el estado de Santa Catarina, el límite septentrional de su distribución solo alcanza la costa norte de Río Grande del Sur.

## Conservación
Según la organización internacional dedicada a la conservación de los recursos naturales Unión Internacional para la Conservación de la Naturaleza (IUCN), al habitar la totalidad de la población conocida de la especie en solo 5 localidades, y porque hay una tendencia hacia la disminución tanto de su geonemia (especialmente en su porción septentrional) como de la calidad de su hábitat en razón de que la primera línea de dunas sufre de una elevada presión inmobiliaria para ser destinada a desarrollos urbanos, la clasificó como una especie “En peligro” en su obra: Lista Roja de Especies Amenazadas.